# Nicholas Magens

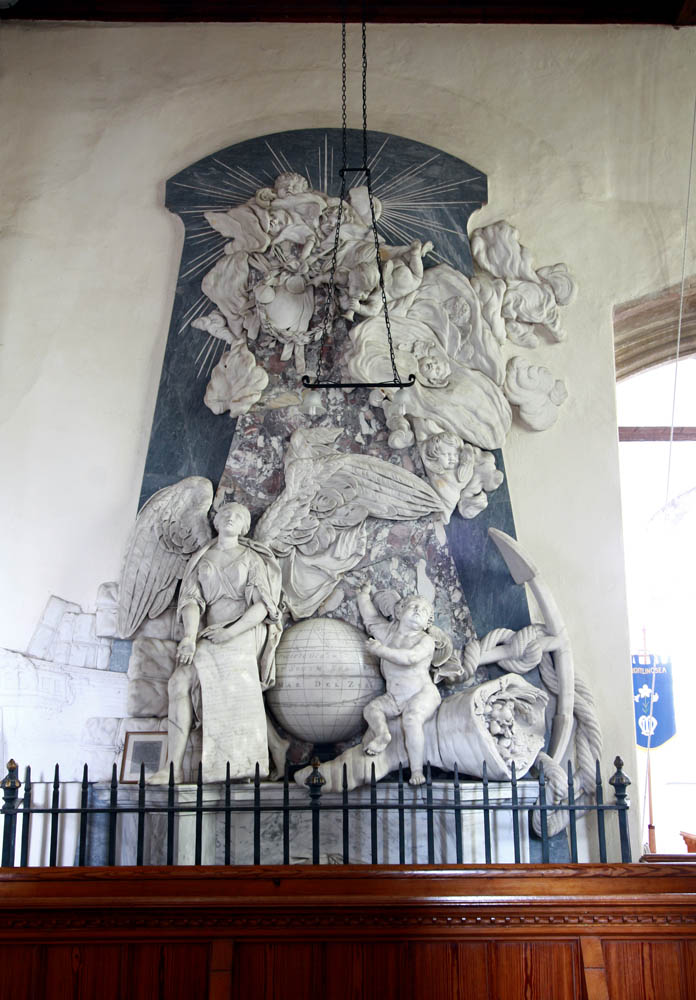
Grabmonument für Magens in der All Saints Kirche in Brightlingsea

Nicholas Magens, auch Nicolaus, Nicolas, Claus Magens, (* 1697 oder 1704 in Neuendorf b. Elmshorn, Herzogtum Holstein; † 18. August 1764 in England) war ein deutschstämmiger englischer Kaufmann insbesondere im Außenhandel mit spanischen Kolonien, Schiffswesen und Versicherungen und angesehener Autor von damals einschlägigen Büchern über Finanzwesen, Währungen, Handel und Versicherungswirtschaft.

## Leben

### Herkunft und Lebensdaten
Magens Eltern waren Peter Magens (1662–1750), wohlhabender Hofbesitzer in Neuendorf nahe Hamburg in der Elbmarsch zwischen Elmshorn und Glückstadt und Deichgraf, und Salome Anna, geb. Bölsche (1673–1748). Johannes Gravert vermerkt, dass der Sohn Nicolaus Handelsherr in London war und von 1704 bis 1764 lebte.
Auf seinem Grabmal in Brightlingsea steht, er wäre mit 67 Jahren gestorben, also 1697 geboren. In den Kirchenbüchern findet sich aber nur ein 1704 geborener Paul verzeichnet (möglicherweise wurde dieser dann Nicolaus genannt), ansonsten aber kein passender Eintrag. In seinem erhaltenen Testament bedachte er auch Schule, Armen und Pastoren seines Heimatdorfes Neuendorf. Es sind darin die Brüder John (Johann, 1710–1761, zum Zeitpunkt des Testaments 1763 schon verstorben, mit Besitz in Herzhorn in Holstein), Peter, Marten, Wilhelm (Kaufmann in Hamburg) und die Schwester Margaretha Dircks erwähnt.

### Wirken
Magens wohnte um 1725 in Cádiz und war am Silberhandel mit Veracruz beteiligt. Mindestens seit 1737 lebte er in London. Er wurde um die Zeit der Heirat mit Elizabeth Dörrien britischer Staatsbürger. Sein jüngerer Bruder Wilhelm versah stattdessen die Geschäfte in Cádiz.
Er war später vor allem als Versicherungskaufmann und im Schiffsservice tätig (Bodmerei, Haverei u. a.). 1741 wurde er Mitglied der 1720 gegründeten Royal Exchange Assurance Corporation, einer Versicherungsfirma, die an der Londoner Börse saß (Royal Exchange). Dort wickelte er die Beschwerden im Geschäftsverkehr mit dem Hamburger Senat ab. 1759 wurde er anscheinend auch einer der Direktoren der Bank of England. Er war aber auch in internationalen Finanztransaktionen aktiv, insbesondere in der Auszahlung der jährlichen britischen Unterstützungsgelder (Subsidien) für Preußen unter Friedrich II. im Siebenjährigen Krieg. In seinem Buch über Versicherungswirtschaft behandelte er auch Beschwerden des preußischen Königs Friedrich II. über von den Engländern im Siebenjährigen Krieg gekaperte oder beschlagnahmte Schiffe und Schiffsladungen, die von preußischen Kaufleuten stammten.
1753 erschien sein Buch über Außenhandel, das zum Beispiel von Adam Smith in dessen Hauptwerk Wealth of Nations benutzt wurde und zu Fragen von Silberwährungen zitiert. Sein Buch über Schiffsversicherungen von 1755 diente mit seiner Schilderung exemplarischer Fälle auch als Richtlinie für Verhandlungen vor der britischen Justiz. Die Beispiele betrafen vor allem in London ausgehandelte Fälle, aber auch solche in Hamburg, Livorno, Cádiz und Lissabon. Ein zweiter Band brachte englische Übersetzungen ausländischer Versicherungsbestimmungen.
Im Ruhestand zog er nach Brightlingsea, wo er zwei Anwesen besaß (Brightlingsea Hall, Moverons), die sein Neffe erbte. Sein Grabmal ist in der örtlichen Kirche.

## Schriften

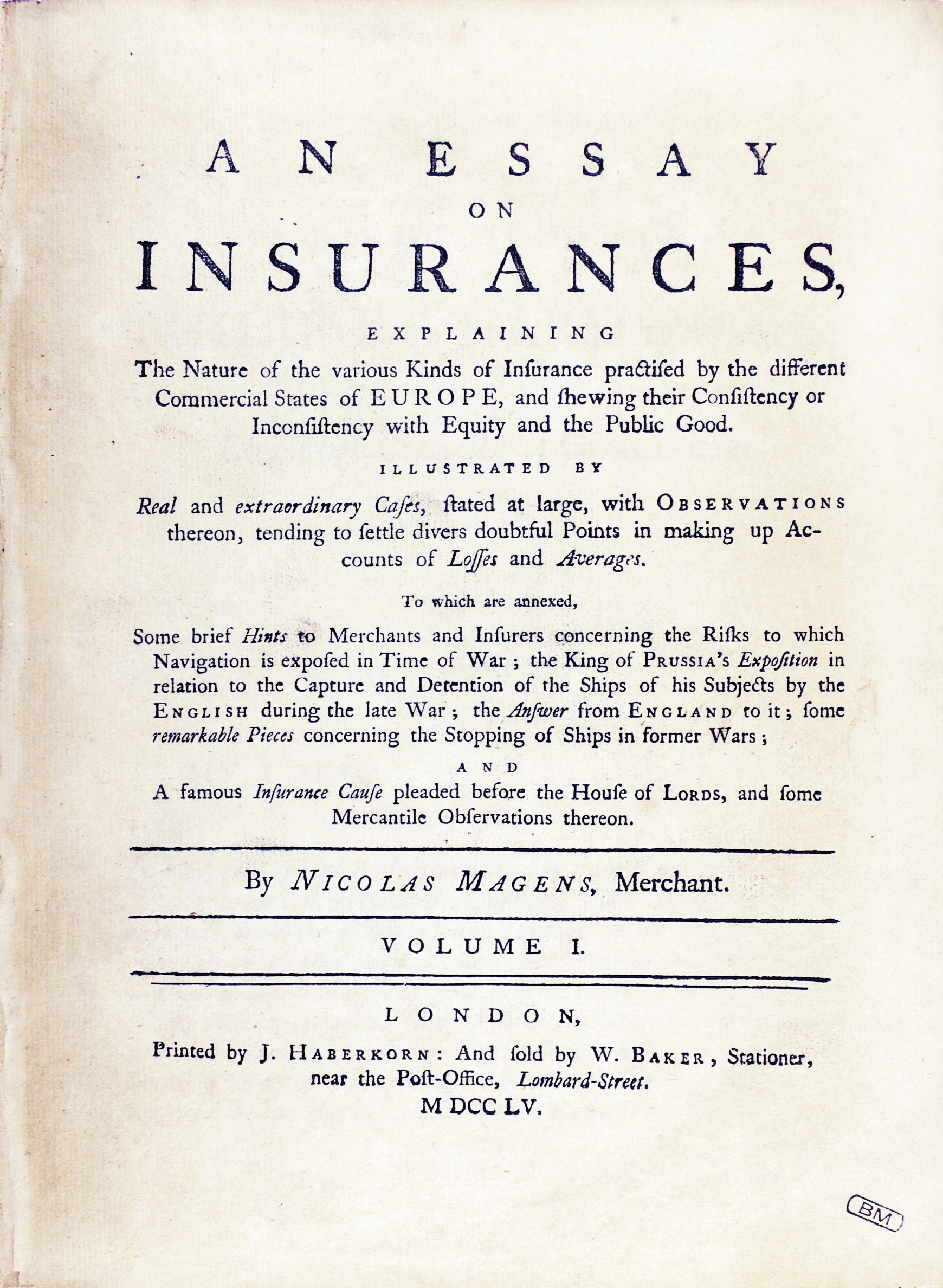
Magens, An essay on insurances, London 1755

- The Universal Merchant, Containing the Rationale of Commerce, in Theory and Practice; an Enquiry into the Nature and Genius of Banks, their Power, Use, Influence, and Efficacy; the Establishment and operative Transactions of the Banks of London and Amsterdam, their Capacity and ..., London 1753
- Versuch über Assecuranzen, Havereyen und Bodmereyen insgemein und über verschiedene hiebeygefügte wirckliche Vorfälle und deren Berechnungen insbesondere : nebst einer Sammlung der vornehmsten alten und neuen Verordnungen &c. (1753).
- An Essay on Insurances: Explaining the Nature of the Various Kinds of Insurance Practiced by the Different Commercial States of Europe, and Shewing Their Consistency Or Inconsistency with Equity and the Public Good. Illustrated by Real and Extraordinary Cases, Stated at Large, with Observations Thereon, Tending to Settle Divers Doubtful Points in Making Up Accounts of Losses and Averages. To which are Annexed, Some Brief Hints to Merchants and Insurers Concerning the Risks to which Navigation is Exposed in Time of War; the King of Prussia's Exposition in Relation to the Capture and Detention of the Ships of His Subjects by the English During the Late War; the Answer from England to It; Some Remarkable Pieces Concerning the Stopping of Ships in Former Wars; and a Famous Insurance Cause Pleaded Before the House of Lords, and Some Mercantile Observations Thereon, 2 Bände, London 1755
- Der allgemeine Kaufmann; worin enthalten ... (1762)